# Élections municipales de 2020 en Tarn-et-Garonne
Les élections municipales de 2020 dans le Tarn-et-Garonne étaient prévues les 15 et 22 mars 2020. Comme dans le reste de la France, le report du second tour est annoncé en pleine crise sanitaire liée à la propagation du coronavirus (Covid-19).
Les précédentes élections ont eu lieu en 2014.

## Résultats au niveau départemental

### Maires sortants et maires élus
Le scrutin est marqué par la stabilité dans les grandes villes, à l'exception de Grisolles (gagnée par un candidat centriste), Nègrepelisse (qui repasse à gauche) et Moissac (gagnée pour la première fois par le Rassemblement national).
| Commune                  | Population (2016) | Maire sortant         | Parti | Parti | Maire élu             | Parti | Parti |
| ------------------------ | ----------------- | --------------------- | ----- | ----- | --------------------- | ----- | ----- |
| Beaumont-de-Lomagne      | 3 753             | Jean-Luc Deprince     |       | PRG   | Jean-Luc Deprince     |       | PRG   |
| Bressols                 | 3 697             | Jean-Louis Ibres      |       | DVD   | Jean-Louis Ibres      |       | DVC   |
| Castelsarrasin           | 13 929            | Jean-Philippe Bésiers |       | DVG   | Jean-Philippe Bésiers |       | DVG   |
| Caussade                 | 6 908             | Gérard Hébrard        |       | LR    | Gérard Hébrard        |       | LR    |
| Grisolles                | 4 056             | Patrick Marty         |       | PS    | Serge Castella        |       | DVD   |
| Labastide-Saint-Pierre   | 3 722             | Jérôme Beq            |       | DVD   | Jérôme Beq            |       | DVD   |
| Moissac                  | 12 652            | Jean-Michel Henryot   |       | LR    | Romain Lopez          |       | RN    |
| Montauban                | 60 444            | Brigitte Barèges      |       | LR    | Brigitte Barèges      |       | LR    |
| Montbeton                | 4 204             | Michel Weill          |       | PRG   | Michel Weill          |       | PRG   |
| Montech                  | 6 297             | Jacques Moignard      |       | PS    | Jacques Moignard      |       | PS    |
| Nègrepelisse             | 5 613             | Maurice Correcher     |       | DVD   | Morgan Tellier        |       | PS    |
| Saint-Étienne-de-Tulmont | 3 752             | Vincent Teulière      |       | DVD   | Eric Massip           |       | DVD   |
| Valence-d'Agen           | 5 247             | Jacques Bousquet      |       | PRG   | Jean-Michel Baylet    |       | PRG   |
| Verdun-sur-Garonne       | 4 745             | Aurélie Corbineau     |       | EELV  | Stéphane Tuyères      |       | DVG   |

### Résultats en nombre de maires
| Étiquette | Étiquette                            | Maires sortants | Maires élus | Évolution |
| --------- | ------------------------------------ | --------------- | ----------- | --------- |
|           | Europe Écologie Les Verts            | 1               | 0           | -1        |
|           | Parti socialiste                     | 4               | 2           | -2        |
|           | Parti radical de gauche              | 8               | 5           | -3        |
|           | Divers gauche                        | 21              | 9           | -12       |
|           | Divers centre                        | 0               | 4           | +4        |
|           | Union des démocrates et indépendants | 5               | 2           | -3        |
|           | Divers droite                        | 13              | 7           | -6        |
|           | Les Républicains                     | 5               | 3           | -2        |
|           | Rassemblement national               | 0               | 1           | +1        |
|           | Sans étiquette                       | 3               | 27          | +24       |
| Total     | Total                                | 60              | 60          |           |

### Résultats dans les communes de plus de 1 000 habitants
|       | Divers gauche           | DVG            | 9 308  | 13,93 | 78  | 5 300  | 16,42 | 60  | 138   | 11,60 |  |  |  |  |
|       | Les Républicains        | LR             | 8 027  | 12,02 | 0   | 8 475  | 26,26 | 38  | 38    | 3,19  |  |  |  |  |
|       | Divers droite           | DVD            | 7 010  | 10,49 | 43  | 3 367  | 10,43 | 36  | 79    | 6,64  |  |  |  |  |
|       | Divers centre           | DVC            | 6 614  | 9,90  | 46  | 2 745  | 8,51  | 46  | 92    | 7,73  |  |  |  |  |
|       | Union de la gauche      | UG             | 4 808  | 7,20  | 0   | 7 087  | 21,96 | 11  | 11    | 0,92  |  |  |  |  |
|       | Rassemblement national  | RN             | 3 463  | 5,18  | 0   | 2 989  | 9,26  | 27  | 27    | 2,27  |  |  |  |  |
|       | Divers                  | DIV            | 2 034  | 3,04  | 0   | 739    | 2,29  | 6   | 6     | 0,50  |  |  |  |  |
|       | Parti radical de gauche | RDG            | 1 036  | 1,55  | 27  |        |       |     | 27    | 2,27  |  |  |  |  |
|       | Extrême gauche          | EXG            | 268    | 0,40  | 0   | 0      | 0,00  |     |       |       |  |  |  |  |
|       | Parti socialiste        | SOC            | 231    | 0,35  | 0   | 122    | 0,38  | 1   | 1     | 0,08  |  |  |  |  |
|       | Écologistes             | ECO            | 211    | 0,32  | 1   |        |       |     | 1     | 0,08  |  |  |  |  |
|       | Sans étiquette          | Sans étiquette | 23 792 | 35,62 | 736 | 1 450  | 4,49  | 34  | 770   | 64,71 |  |  |  |  |
|       |                         |                |        |       |     |        |       |     |       |       |  |  |  |  |
| Total | Total                   | Total          | 66 802 | 100   | 931 | 32 274 | 100   | 259 | 1 190 | 100   |  |  |  |  |

## Participation
| Taux de participation | 1er tour | 1er tour | 1er tour   | 2d tour | 2d tour | 2d tour    | Différence entre les deux tours |
| Taux de participation | En 2014  | En 2020  | Différence | En 2014 | En 2020 | Différence | Différence entre les deux tours |
| --------------------- | -------- | -------- | ---------- | ------- | ------- | ---------- | ------------------------------- |
| à 12 heures           | 29,22%   | 21,70%   | 7,52       | 26,74%  | 19,11%  | 7,63       | 2,59                            |
| à 17 heures           | 64,67%   | 40,30%   | 24,37      | 65,80%  | 41,47%  | 24,33      | 1,17                            |
| final                 | 70,59%   | 51,57%   | 19,02      | 70,59%  | 45,51%  | 25,08      | 6,06                            |

## Résultats dans les communes de plus de3 500 habitants

### Beaumont-de-Lomagne
- Maire sortant : Jean-Luc Deprince (PRG)
- 27 sièges à pourvoir au conseil municipal (population légale 2017 : 3 758 habitants)
- 14 sièges à pourvoir au conseil communautaire (CC de la Lomagne tarn-et-garonnaise)

|                          | Jean-Luc Deprince*       | PRG                      | 715   | 51,07 | 21 | 11 |  |  |
|                          | Jacqueline Tonin         | DVD - RN                 | 454   | 32,42 | 4  | 2  |  |  |
|                          | Christian Mailfert       | DVD                      | 231   | 16,50 | 2  | 1  |  |  |
|                          |                          |                          |       |       |    |    |  |  |
| Exprimés                 | Exprimés                 | Exprimés                 | 1 400 | 95,63 |    |    |  |  |
| Votes blancs             | Votes blancs             | Votes blancs             | 27    | 1,84  |    |    |  |  |
| Votes nuls               | Votes nuls               | Votes nuls               | 37    | 2,53  |    |    |  |  |
| Total                    | Total                    | Total                    | 1 464 | 100   | 27 | 14 |  |  |
| Abstention               | Abstention               | Abstention               | 1 158 | 44,16 |    |    |  |  |
| Inscrits / participation | Inscrits / participation | Inscrits / participation | 2 622 | 55,84 |    |    |  |  |

### Bressols
- Maire sortant : Jean-Louis Ibres (DVD)
- 27 sièges à pourvoir au conseil municipal (population légale 2017 : 3 697 habitants)
- 6 sièges à pourvoir au conseil communautaire (Grand Montauban)

|                          | Jean Louis Ibres*        | DVC                      | 905   | 51,15 | 21 | 5 |  |  |
|                          | Didier Clamens           | DVD                      | 653   | 36,91 | 5  | 1 |  |  |
|                          | Daniel Donadio           | DVG                      | 211   | 11,92 | 1  | 0 |  |  |
|                          |                          |                          |       |       |    |   |  |  |
| Exprimés                 | Exprimés                 | Exprimés                 | 1 769 | 98,17 |    |   |  |  |
| Votes blancs             | Votes blancs             | Votes blancs             | 11    | 0,61  |    |   |  |  |
| Votes nuls               | Votes nuls               | Votes nuls               | 22    | 1,22  |    |   |  |  |
| Total                    | Total                    | Total                    | 1 802 | 100   | 27 | 6 |  |  |
| Abstention               | Abstention               | Abstention               | 1 211 | 40,19 |    |   |  |  |
| Inscrits / participation | Inscrits / participation | Inscrits / participation | 3 013 | 59,81 |    |   |  |  |

### Castelsarrasin
- Maire sortant : Jean-Philippe Besiers (DVG)
- 33 sièges à pourvoir au conseil municipal (population légale 2017 : 13 944 habitants)
- 17 sièges à pourvoir au conseil communautaire (CC Terres des Confluences)

| Tête de liste            | Tête de liste            | Liste                    | Premier tour | Premier tour | Deuxième tour | Deuxième tour | Sièges | Sièges |
| Tête de liste            | Tête de liste            | Liste                    | Voix         | %            | Voix          | %             | CM     | CC     |
| ------------------------ | ------------------------ | ------------------------ | ------------ | ------------ | ------------- | ------------- | ------ | ------ |
|                          | Jean-Philippe Besiers*   | DVC                      | 1 790        | 43,48        | 2 039         | 51,90         | 25     | 13     |
|                          | André Angles             | DVD                      | 1 209        | 29,37        | 1 401         | 35,66         | 6      | 3      |
|                          | Eric Benech              | DVG                      | 834          | 20,26        | 488           | 12,42         | 2      | 1      |
|                          | Françoise Tardin         | DVG                      | 283          | 6,87         |               |               | 0      | 0      |
|                          |                          |                          |              |              |               |               |        |        |
| Exprimés                 | Exprimés                 | Exprimés                 | 4 116        | 97,72        | 3 928         | 97,91         |        |        |
| Votes blancs             | Votes blancs             | Votes blancs             | 43           | 1,02         | 32            | 0,80          |        |        |
| Votes nuls               | Votes nuls               | Votes nuls               | 53           | 1,26         | 52            | 1,30          |        |        |
| Total                    | Total                    | Total                    | 4 212        | 100          | 4 012         | 100           | 33     | 17     |
| Abstention               | Abstention               | Abstention               | 5 522        | 56,73        | 5 750         | 58,90         |        |        |
| Inscrits / participation | Inscrits / participation | Inscrits / participation | 9 734        | 43,27        | 9 762         | 41,10         |        |        |

### Caussade
- Maire sortant : Gérard Hebrard (LR)
- 29 sièges à pourvoir au conseil municipal (population légale 2017 : 6 863 habitants)
- 12 sièges à pourvoir au conseil communautaire (CC du Quercy caussadais)

|                          | Gérard Hebrard*          | LR                       | 1 208 | 51,46 | 22 | 9  |  |  |
|                          | Cédric Vaissieres        | DVG                      | 1 139 | 48,53 | 7  | 3  |  |  |
|                          |                          |                          |       |       |    |    |  |  |
| Exprimés                 | Exprimés                 | Exprimés                 | 2 347 | 97,18 |    |    |  |  |
| Votes blancs             | Votes blancs             | Votes blancs             | 29    | 1,20  |    |    |  |  |
| Votes nuls               | Votes nuls               | Votes nuls               | 39    | 1,61  |    |    |  |  |
| Total                    | Total                    | Total                    | 2 415 | 100   | 29 | 12 |  |  |
| Abstention               | Abstention               | Abstention               | 2 503 | 50,89 |    |    |  |  |
| Inscrits / participation | Inscrits / participation | Inscrits / participation | 4 918 | 49,11 |    |    |  |  |

### Grisolles
- Maire sortant : Patrick Marty (PS)
- 27 sièges à pourvoir au conseil municipal (population légale 2017 : 4 115 habitants)
- 5 sièges à pourvoir au conseil communautaire (CC Grand Sud Tarn et Garonne)

| Tête de liste            | Tête de liste            | Liste                    | Premier tour | Premier tour | Deuxième tour | Deuxième tour | Sièges | Sièges |
| Tête de liste            | Tête de liste            | Liste                    | Voix         | %            | Voix          | %             | CM     | CC     |
| ------------------------ | ------------------------ | ------------------------ | ------------ | ------------ | ------------- | ------------- | ------ | ------ |
|                          | Mélanie Jeangin          | DVG                      | 580          | 42,33        | 594           | 41,77         | 5      | 1      |
|                          | Serge Castella           | DVC                      | 559          | 40,80        | 706           | 49,64         | 21     | 4      |
|                          | Geoffrey Sapin           | PS                       | 231          | 16,86        | 122           | 8,57          | 1      | 0      |
|                          |                          |                          |              |              |               |               |        |        |
| Exprimés                 | Exprimés                 | Exprimés                 | 1 370        | 96,01        | 1 422         | 97,20         |        |        |
| Votes blancs             | Votes blancs             | Votes blancs             | 29           | 2,03         | 23            | 1,57          |        |        |
| Votes nuls               | Votes nuls               | Votes nuls               | 28           | 1,96         | 18            | 1,23          |        |        |
| Total                    | Total                    | Total                    | 1 427        | 100          | 1 463         | 100           | 27     | 5      |
| Abstention               | Abstention               | Abstention               | 1 365        | 48,89        | 1 334         | 47,69         |        |        |
| Inscrits / participation | Inscrits / participation | Inscrits / participation | 2 792        | 51,11        | 2 797         | 52,31         |        |        |

### Labastide-Saint-Pierre
- Maire sortant : Jérôme Beq (DVD)
- 27 sièges à pourvoir au conseil municipal (population légale 2017 : 3 742 habitants)
- 4 sièges à pourvoir au conseil communautaire (CC Grand Sud Tarn et Garonne)

|                          | Jérôme Beq*              | DVC                      | 1 173 | 85,62 | 25 | 4 |  |  |
|                          | Marie Nadal              | DVG                      | 197   | 14,37 | 2  | 0 |  |  |
|                          |                          |                          |       |       |    |   |  |  |
| Exprimés                 | Exprimés                 | Exprimés                 | 1 370 | 97,65 |    |   |  |  |
| Votes blancs             | Votes blancs             | Votes blancs             | 15    | 1,07  |    |   |  |  |
| Votes nuls               | Votes nuls               | Votes nuls               | 18    | 1,28  |    |   |  |  |
| Total                    | Total                    | Total                    | 1 403 | 100   | 27 | 4 |  |  |
| Abstention               | Abstention               | Abstention               | 1 319 | 48,46 |    |   |  |  |
| Inscrits / participation | Inscrits / participation | Inscrits / participation | 2 722 | 51,54 |    |   |  |  |

### Moissac
- Maire sortant : Jean-Michel Henryot (LR)
- 33 sièges à pourvoir au conseil municipal (population légale 2017 : 13 039 habitants)
- 17 sièges à pourvoir au conseil communautaire (CC Terres des Confluences)

| Tête de liste            | Tête de liste            | Liste                    | Premier tour | Premier tour | Deuxième tour | Deuxième tour | Sièges | Sièges |
| Tête de liste            | Tête de liste            | Liste                    | Voix         | %            | Voix          | %             | CM     | CC     |
| ------------------------ | ------------------------ | ------------------------ | ------------ | ------------ | ------------- | ------------- | ------ | ------ |
|                          | Romain Lopez             | RN                       | 1 947        | 47,02        | 2 989         | 62,45         | 27     | 14     |
|                          | Estelle Hemmami          | PS                       | 956          | 23,09        | 1 797         | 37,54         | 6      | 3      |
|                          | Maryse Baulu             | LR                       | 542          | 13,09        | Retrait       | Retrait       | 0      | 0      |
|                          | Gérard Valles            | LREM                     | 402          | 9,71         |               |               | 0      | 0      |
|                          | Maïte Garrigues          | DVD                      | 293          | 7,07         | 0             | 0             |        |        |
|                          |                          |                          |              |              |               |               |        |        |
| Exprimés                 | Exprimés                 | Exprimés                 | 4 140        | 96,26        | 4 786         | 94,79         |        |        |
| Votes blancs             | Votes blancs             | Votes blancs             | 39           | 0,91         | 130           | 2,57          |        |        |
| Votes nuls               | Votes nuls               | Votes nuls               | 122          | 2,84         | 133           | 2,63          |        |        |
| Total                    | Total                    | Total                    | 4 301        | 100          | 5 049         | 100           | 33     | 17     |
| Abstention               | Abstention               | Abstention               | 4 437        | 50,78        | 3 688         | 42,21         |        |        |
| Inscrits / participation | Inscrits / participation | Inscrits / participation | 8 738        | 49,22        | 8 737         | 57,79         |        |        |

### Montauban
- Maire sortant : Brigitte Barèges (LR)
- 49 sièges à pourvoir au conseil municipal (population légale 2017 : 60 810 habitants)
- 24 sièges à pourvoir au conseil communautaire (Grand Montauban)

| Tête de liste            | Tête de liste            | Liste                    | Premier tour | Premier tour | Deuxième tour | Deuxième tour | Sièges | Sièges |
| Tête de liste            | Tête de liste            | Liste                    | Voix         | %            | Voix          | %             | CM     | CC     |
| ------------------------ | ------------------------ | ------------------------ | ------------ | ------------ | ------------- | ------------- | ------ | ------ |
|                          | Brigitte Barèges*        | LR                       | 7 600        | 46,28        | 8 475         | 54,45         | 38     | 19     |
|                          | Arnaud Hilion            | PS                       | 4 808        | 29,28        | 7 087         | 45,54         | 11     | 5      |
|                          | Pierre Mardegan          | LREM                     | 1 785        | 10,87        | Retrait       | Retrait       | 0      | 0      |
|                          | Thierry Viallon          | RN                       | 1 516        | 9,23         |               |               | 0      | 0      |
|                          | Julie Bougel             | DIV                      | 442          | 2,69         | 0             | 0             |        |        |
|                          | Richard Blanco           | LO                       | 268          | 1,63         | 0             | 0             |        |        |
|                          |                          |                          |              |              |               |               |        |        |
| Exprimés                 | Exprimés                 | Exprimés                 | 16 419       | 97,13        | 15 562        | 96,34         |        |        |
| Votes blancs             | Votes blancs             | Votes blancs             | 203          | 1,20         | 302           | 1,87          |        |        |
| Votes nuls               | Votes nuls               | Votes nuls               | 283          | 1,67         | 289           | 1,79          |        |        |
| Total                    | Total                    | Total                    | 16 905       | 100          | 16 153        | 100           | 49     | 24     |
| Abstention               | Abstention               | Abstention               | 24 061       | 58,73        | 24 874        | 60,63         |        |        |
| Inscrits / participation | Inscrits / participation | Inscrits / participation | 40 966       | 41,27        | 41 027        | 39,37         |        |        |

### Montbeton
- Maire sortant : Michel Weill (PRG)
- 27 sièges à pourvoir au conseil municipal (population légale 2017 : 4 279 habitants)
- 7 sièges à pourvoir au conseil communautaire (Grand Montauban)

|                          | Michel Weill*            | PRG                      | 1 036 | 100,00 | 27 | 7 |  |  |
|                          |                          |                          |       |        |    |   |  |  |
| Exprimés                 | Exprimés                 | Exprimés                 | 1 036 | 91,76  |    |   |  |  |
| Votes blancs             | Votes blancs             | Votes blancs             | 39    | 3,45   |    |   |  |  |
| Votes nuls               | Votes nuls               | Votes nuls               | 54    | 4,78   |    |   |  |  |
| Total                    | Total                    | Total                    | 1 129 | 100    | 27 | 7 |  |  |
| Abstention               | Abstention               | Abstention               | 1 770 | 61,06  |    |   |  |  |
| Inscrits / participation | Inscrits / participation | Inscrits / participation | 2 899 | 38,94  |    |   |  |  |

### Montech
- Maire sortant : Jacques Moignard  (PS)
- 29 sièges à pourvoir au conseil municipal (population légale 2017 : 6 349 habitants)
- 7 sièges à pourvoir au conseil communautaire (CC Grand Sud Tarn et Garonne)

|                          | Jacques Moignard*        | PS                       | 1 518 | 72,63 | 25 | 6 |  |  |
|                          | Eric Lagrange            | DVD                      | 572   | 27,36 | 4  | 1 |  |  |
|                          |                          |                          |       |       |    |   |  |  |
| Exprimés                 | Exprimés                 | Exprimés                 | 2 090 | 96,00 |    |   |  |  |
| Votes blancs             | Votes blancs             | Votes blancs             | 39    | 1,79  |    |   |  |  |
| Votes nuls               | Votes nuls               | Votes nuls               | 48    | 2,20  |    |   |  |  |
| Total                    | Total                    | Total                    | 2 177 | 100   | 29 | 7 |  |  |
| Abstention               | Abstention               | Abstention               | 2 262 | 50,96 |    |   |  |  |
| Inscrits / participation | Inscrits / participation | Inscrits / participation | 4 439 | 49,04 |    |   |  |  |

### Nègrepelisse
- Maire sortant : Maurice Correcher (DVD)
- 29 sièges à pourvoir au conseil municipal (population légale 2017 : 5 628 habitants)
- 9 sièges à pourvoir au conseil communautaire (CC Quercy Vert-Aveyron)

| Tête de liste            | Tête de liste            | Liste                    | Premier tour | Premier tour | Deuxième tour | Deuxième tour | Sièges | Sièges |
| Tête de liste            | Tête de liste            | Liste                    | Voix         | %            | Voix          | %             | CM     | CC     |
| ------------------------ | ------------------------ | ------------------------ | ------------ | ------------ | ------------- | ------------- | ------ | ------ |
|                          | Morgan Tellier           | PS                       | 876          | 47,81        | 1 228         | 63,79         | 24     | 8      |
|                          | Christophe Beaufils      | DVD                      | 529          | 28,87        | 697           | 36,20         | 5      | 1      |
|                          | Michelle Delmas          | LR                       | 427          | 23,30        | 697           | 36,20         | 5      | 1      |
|                          |                          |                          |              |              |               |               |        |        |
| Exprimés                 | Exprimés                 | Exprimés                 | 1 832        | 96,22        | 1 925         | 95,49         |        |        |
| Votes blancs             | Votes blancs             | Votes blancs             | 32           | 1,68         | 36            | 1,79          |        |        |
| Votes nuls               | Votes nuls               | Votes nuls               | 40           | 2,1          | 55            | 2,73          |        |        |
| Total                    | Total                    | Total                    | 1 904        | 100          | 2 016         | 100           | 29     | 9      |
| Abstention               | Abstention               | Abstention               | 1 949        | 50,58        | 1 847         | 47,81         |        |        |
| Inscrits / participation | Inscrits / participation | Inscrits / participation | 3 853        | 49,42        | 3 863         | 52,19         |        |        |

### Saint-Étienne-de-Tulmont
- Maire sortant : Vincent Teulieres (DVD)
- 27 sièges à pourvoir au conseil municipal (population légale 2017 : 3 788 habitants)
- 6 sièges à pourvoir au conseil communautaire (CC Quercy Vert-Aveyron)

| Tête de liste            | Tête de liste            | Liste                    | Premier tour | Premier tour | Deuxième tour | Deuxième tour | Sièges | Sièges |
| Tête de liste            | Tête de liste            | Liste                    | Voix         | %            | Voix          | %             | CM     | CC     |
| ------------------------ | ------------------------ | ------------------------ | ------------ | ------------ | ------------- | ------------- | ------ | ------ |
|                          | Eric Massip              | DVD                      | 496          | 34,66        | 643           | 41,35         | 20     | 5      |
|                          | Yves Lafourcade          | DVD                      | 483          | 33,75        | 626           | 40,25         | 5      | 1      |
|                          | Fatiha Raynal            | DVG                      | 284          | 19,84        | 286           | 18,39         | 2      | 0      |
|                          | Jean-Jacques Buquet      | DVD                      | 168          | 11,74        | Retrait       | Retrait       | 0      | 0      |
|                          |                          |                          |              |              |               |               |        |        |
| Exprimés                 | Exprimés                 | Exprimés                 | 1 431        | 95,66        | 1 555         | 95,93         |        |        |
| Votes blancs             | Votes blancs             | Votes blancs             | 30           | 2,01         | 30            | 1,85          |        |        |
| Votes nuls               | Votes nuls               | Votes nuls               | 35           | 2,34         | 36            | 2,22          |        |        |
| Total                    | Total                    | Total                    | 1 496        | 100          | 1 621         | 100           | 27     | 6      |
| Abstention               | Abstention               | Abstention               | 1 339        | 47,23        | 1 228         | 43,10         |        |        |
| Inscrits / participation | Inscrits / participation | Inscrits / participation | 2 835        | 52,77        | 2 849         | 56,90         |        |        |

### Valence
- Maire sortant : Jacques Bousquet (PRG)
- 29 sièges à pourvoir au conseil municipal (population légale 2017 : 5 221 habitants)
- 12 sièges à pourvoir au conseil communautaire (CC des Deux Rives (Tarn-et-Garonne))

|                          | Jean-Michel Baylet       | PRG                      | 1 042 | 54,52 | 23 | 9  |  |  |
|                          | Corinne Dubois           | DVD - RN                 | 869   | 45,47 | 6  | 3  |  |  |
|                          |                          |                          |       |       |    |    |  |  |
| Exprimés                 | Exprimés                 | Exprimés                 | 1 911 | 96,61 |    |    |  |  |
| Votes blancs             | Votes blancs             | Votes blancs             | 23    | 1,16  |    |    |  |  |
| Votes nuls               | Votes nuls               | Votes nuls               | 44    | 2,22  |    |    |  |  |
| Total                    | Total                    | Total                    | 1 978 | 100   | 29 | 12 |  |  |
| Abstention               | Abstention               | Abstention               | 1 558 | 44,06 |    |    |  |  |
| Inscrits / participation | Inscrits / participation | Inscrits / participation | 3 536 | 55,94 |    |    |  |  |

### Verdun-sur-Garonne
- Maire sortant : Aurélie Corbineau (EELV)
- 27 sièges à pourvoir au conseil municipal (population légale 2017 : 4 764 habitants)
- 6 sièges à pourvoir au conseil communautaire (CC Grand Sud Tarn et Garonne)

| Tête de liste            | Tête de liste            | Liste                    | Premier tour | Premier tour | Deuxième tour | Deuxième tour | Sièges | Sièges |
| Tête de liste            | Tête de liste            | Liste                    | Voix         | %            | Voix          | %             | CM     | CC     |
| ------------------------ | ------------------------ | ------------------------ | ------------ | ------------ | ------------- | ------------- | ------ | ------ |
|                          | Stéphane Tuyeres         | DVG                      | 884          | 49,69        | 907           | 55,10         | 21     | 5      |
|                          | Jean-Marc Raspide        | DVD                      | 546          | 30,69        | 739           | 44,89         | 6      | 1      |
|                          | Roland Sottero           | DIV                      | 349          | 19,61        | Retrait       | Retrait       | 0      | 0      |
|                          |                          |                          |              |              |               |               |        |        |
| Exprimés                 | Exprimés                 | Exprimés                 | 1 779        | 98,23        | 1 646         | 95,86         |        |        |
| Votes blancs             | Votes blancs             | Votes blancs             | 19           | 1,05         | 38            | 2,21          |        |        |
| Votes nuls               | Votes nuls               | Votes nuls               | 13           | 0,72         | 33            | 1,92          |        |        |
| Total                    | Total                    | Total                    | 1 811        | 100          | 1 717         | 100           | 27     | 6      |
| Abstention               | Abstention               | Abstention               | 1 710        | 48,57        | 1 807         | 51,28         |        |        |
| Inscrits / participation | Inscrits / participation | Inscrits / participation | 3 521        | 51,43        | 3 524         | 48,72         |        |        |

## Présidents d'intercommunalités
| Forme                      | Nom                                              | Président sortant  | Président sortant | Président sortant | Président élu      | Président élu | Président élu |
| Forme                      | Nom                                              | Nom                | Parti             | Parti             | Nom                | Parti         | Parti         |
| -------------------------- | ------------------------------------------------ | ------------------ | ----------------- | ----------------- | ------------------ | ------------- | ------------- |
| Communauté d'agglomération | Grand Montauban                                  | Brigitte Barèges   |                   | LR                | Brigitte Barèges   |               | LR            |
| Communauté de communes     | CC Grand Sud Tarn et Garonne                     | Marie Claude Nègre |                   | PRG               | Marie Claude Nègre |               | PRG           |
| Communauté de communes     | CC Terres des Confluences                        | Bernard Garguy     |                   | PRG               | Dominique Briois   |               | DVD           |
| Communauté de communes     | CC Quercy Vert-Aveyron                           | Maurice Correcher  |                   | DVD               | Morgan Tellier     |               | PS            |
| Communauté de communes     | CC du Quercy caussadais                          | Guy Rouzies        |                   | LR                | Guy Rouzies        |               | LR            |
| Communauté de communes     | CC des Deux Rives (Tarn-et-Garonne)              | Jean-Michel Baylet |                   | PRG               | Jean-Michel Baylet |               | PRG           |
| Communauté de communes     | CC Coteaux et Plaines du Pays Lafrançaisain      | Thierry Delbreil   |                   | DVG               | Thierry Delbreil   |               | DVG           |
| Communauté de communes     | CC de la Lomagne tarn-et-garonnaise              | Francis Garrigues  |                   | DVG               | Bernard Salomon    |               | DVG           |
| Communauté de communes     | CC du Pays de Serres en Quercy                   | Claude Veril       |                   | PRG               | Claude Veril       |               | PRG           |
| Communauté de communes     | CC du Quercy Rouergue et des gorges de l'Aveyron | André Massat       |                   | PS                | Gilles Bonsang     |               | DVG           |